# Gunnel Holmér
Gunnel Maria Holmér, född 9 juni 1955 i Vissefjärda församling, är en svensk museiantikvarie och glashistoriker.